# Daniëlle Ruts
Daniëlle Ruts is een Belgisch voormalig korfbalster en sportbestuurder.

## Levensloop
Ruts zette haar eerste korfbalstappen als kleuter. In 1971 sloot ze aan bij Espero, alwaar ze haar ganse spelerscarrière actief was. Later trad ze er toe tot het clubbestuur en maakte ze mee de overstap naar fusieclub KC Verde. Daarnaast was ze actief als scheidsrechter.
In maart 2002 werd ze aangesteld als penningmeester van de Koninklijke Belgische Korfbalbond (KBKB) en sinds 2007 maakte ze deel uit van het hoofdbestuur van de Internationale Korfbalfederatie (IKF). In maart 2013 volgde ze Marc Van Leuven op als voorzitter van de KBKB, ze was de eerste vrouw in deze functie. In juni 2022 werd ze in deze hoedanigheid opgevolgd door Patrick Risch.
Ruts studeerde Toegepaste Economische Wetenschappen aan het RUCA. Van beroep was ze actief in een verfhandel te Hove.